# Epirhyssa nigrithorax
Epirhyssa nigrithorax är en stekelart som beskrevs av Alfred Byrd Graf och Kumagai 2004. Epirhyssa nigrithorax ingår i släktet Epirhyssa och familjen brokparasitsteklar. Inga underarter finns listade i Catalogue of Life.